# Werner Haim
Pour les articles homonymes, voir Haim (homonymie).
Werner Haim, né le 21 février 1968 à Hall en Tyrol, est un sauteur à ski autrichien.

## Biographie
Membre du club HSV Absam, il commence sa carrière internationale dans la Coupe du monde en 1984 à Innsbruck. Un an plus tard, il devient champion du monde junior à Täsch.
Il marque ses premiers points dans la Coupe du monde durant la saison 1987-1988, terminant notamment cinquième à Planica. S'il obtient quelques top dix la saison suivante, il se retrouve au-delà du top trente aux Championnats du monde à Lahti.
Dès 1990, il remonte parmi les premiers, signant son premier podium en Coupe du monde à Sapporo, puis sa première victoire à Liberec. Il finit neuvième du classement général cette saison et de nouveau en 1993, où il monte sur d'autres podiums, dont en vol à ski au tremplin de Kulm.
Il se retire du sport en 1995, après deux saisons sans résultat important.

## Palmarès

### Championnats du monde
| Épreuve / Édition | Lahti 1989 |
| Petit tremplin    | 38e        |
| Grand tremplin    | 33e        |
| Par équipes       | 6e         |

### Championnats du monde de vol à ski
| Épreuve / Édition | Vikersund 1990 | Harrachov 1992 | Planica 1994 |
| Individuel        | 7e             | 36e            | 16e          |

### Coupe du monde
- Meilleur classement général : 7e en 1991.
- 13 podiums individuels : 2 victoires, 6 deuxièmes places et 5 troisièmes places.
- 5 podiums par équipes : 2 victoires, 1 deuxième place et 2 troisièmes places.

#### Victoire individuelle
| Année | Lieu                      |
| 1990  | Liberec (Tchécoslovaquie) |

#### Classements généraux
| Compet'/Année | Compet'/Année | Classement général | Classement général |
| ------------- | ------------- | ------------------ | ------------------ |
| Compet'/Année | Compet'/Année | Class.             | Points             |
| 1988          | 1988          | 50e                | 11                 |
| 1989          | 1989          | 23e                | 39                 |
| 1990          | 1990          | 9e                 | 137                |
| 1991          | 1991          | 13e                | 89                 |
| 1992          | 1992          | 22e                | 42                 |
| 1993          | 1993          | 9e                 | 71                 |
| 1994          | 1994          | 40e                | 76                 |
| 1995          | 1995          | 46e                | 50                 |